# Agárdi Éva
Agárdi Éva (Debrecen, 1970. szeptember 2. – 2018. október 8.) magyar kézilabdázó, beállós.

## Pályafutása
A Debrecen MVSC korosztályos csapatában kezdte a kézilabdát. 1987 és 1990 között az első csapatban szerepelt, de kölcsönjátékosként az NB I/B-s Debreceni közút együttesében is játszott. 1991–92-ben a Borsodi Bányász, majd 1993-től a Kisvárdai SE kézilabdázója volt. Az 1996–97-es idényben ismét anyaegyesületében, a DVSC-ben szerepelt. 1997 és 2001 között a székesfehérvári Cornexi-Alcoa, 2001-től a Váci NK játékosa volt.

## Sikerei, díjai
- Magyar bajnokság
  - bajnok: 1987
  - 2. (2): 1988–89, 1989–90
- Magyar kupa (MNK)
  - győztes: 1987, 1989, 1990
  - döntős: 1988